# آيت إيكو
آيت إيكو (بالإنجليزية: AIT IKKOU)‏ هي قرية ريفية تابعة لإقليم الخميسات ضمن جهة الرباط سلا زمور زعير بالمغرب. بلغ مجموع عدد سكان آيت إيكو حسب إحصاءات 2004 حوالي 10676 نسمة يعيشون في 1995 أسرة.